# Gottechain
Gottechain (Nederlands: Gruttekom) is een dorp in de Belgische provincie Waals-Brabant. Het ligt in Bossut-Gottechain, een deelgemeente van Graven. Gottechain ligt in het oostelijk deel van de Bossut-Gottechain (Bossuit-Gruttekom).

## Geschiedenis
Op de Ferrariskaart uit de jaren 1770 is de plaats weergegeven als het gehucht Goddechins.
Onder het ancien régime was Gottechain een zelfstandige heerlijkheid, al viel het kerkelijk onder de parochie van Bossut. Juridisch viel het onder de meierij van Incourt, in het kwartier van Leuven van het hertogdom Brabant. Na de Franse invasie werd Gottechain als gemeente ingedeeld bij het kanton Grez van het Dijledepartement. In 1811 werd de gemeente al opgeheven en samengevoegd met Bossut tot de nieuwe gemeente Bossut-Gottechain.

## Bezienswaardigheden
- De Sint-Remacluskerk (Église Saint-Remacle) is een neogotisch kerkgebouw van 1847.
- Het Château de Beausart is een kasteel met bijbehorende boerderij die zich ten zuidoosten van Gottechain bevindt. Het is een voormalig domein van de Abdij van Aulne. Het huidige kasteel is van 1764-1765.
- Het Château de Guertechain ligt vlak ten zuiden van Hamme te midden van een landschapspark. Het poortgebouw met duiventil is van 1657. Het kasteel werd in 1735 op last van Lodewijk XIV, gesloopt. In de 18e en 19e eeuw werd het kasteel herbouwd.

## Natuur en landschap
De hoogte aan de kerk is 92 meter.

## Nabijgelegen kernen
Bossut, Grez, Hamma, Nodebais
Deelgemeenten: Biez · Bossut-Gottechain · Eerken · Graven · Nethen

Overige dorpen en gehuchten: Bossut · Cocrou · Doiceau · Gastuche · Gottechain · Hèze · Pécrot

Belgische gemeenten · Arrondissement Nijvel · Waals-Brabant · Wallonië